# Road Fighter
Road Fighter es un videojuego de carreras y la primera entrega de la serie del mismo nombre producido por Konami y lanzado en los arcades en 1984. Fue el primer juego de carreras desarrollado por esta compañía. El objetivo es alcanzar la meta sin chocar los coches que aparecen ni quedarse sin gasolina. Se puede obtener un poco de combustible pasando por encima de un ítem brillante con forma de coche que aparece un par de veces en cada nivel. Road Fighter posee dos secuelas llamados Midnight Run: Road Fighter 2 de 1995 y Winding Heat de 1996 y un reboot llamado Road Fighters de 2010.
Si uno permanece sin chocar durante un largo tiempo en cada carrera aparecerá un avión militar, un tren o un Konami Man que te bonificará con unos puntos extra.

## Conversiones
El juego fue posteriormente lanzado para los ordenadores MSX en Japón y Europa en 1985, y para la Nintendo Entertainment System en Japón el 11 de julio de 1985 y Europa el 18 de junio de 1992, conservando el mismo formato del original. Posteriormente salió el 2005 en teléfonos móviles y los días 24 de noviembre de 2009 y 19 de junio de 2014 la versión de MSX en Wii y Wii U, respectivamente. La versión arcade original se encuentra en compilados Konami Arcade Classics y Konami Classic Series: Arcade Hits. También fue relanzado para Nintendo Switch y PlayStation 4 en 25 de julio de 2019 sólo en Japón.

## Road Fighters
Road Fighters es el último juego arcade de la serie Road Fighter de Konami lanzado el 22 de septiembre de 2010. Este es el único juego que utiliza e-Amusement. La actualización del 8 de noviembre de 2010, solo en arcades japonesas, se utiliza el monedero PASELI. Se diferencia de los demás juegos de carreras de la misma empresa porque puede personalizar vehículos, que son de licencias, por usar autopistas del mundo real, que son todas pistas de carreras, y por la música compuesta por BEMANI Sound Team "Sota Fujimori". Aparece la canción "Take Me Higher" de IIDX 18 y 101 canciones de DDR X y DDR X2, además de anuncios publicitarios de los juegos de la misma empresa. Desde 2015, se ha desconectado el juego de los servidores e-Amusement.